# Tod Dockstader
Tod Dockstader (20 de març de 1932 - 27 de febrer de 2015) va ser un compositor nord-americà de música electrònica.
Va estudiar dibuix i cinematografía a la Universitat de Minnesota, abans d'anar a Hollywood al 1955, per convertir-se en aprenent d'editor de pel·lícules. Va començar a treballar com a enginyer de so al 1958, i apprenticed a Gotham Estudis d'enregistrament, on primer va començar. Al voltant d'aquest temps mateix també va treballar per Terrytoons juntament Gen Deitch. De 1961 a 1962, quan Deitch va dirigir tretze curts nous de Tom i Jerry, Dockstader va asumir la tasca de crear els efectes de so inusuals i fortament reverberats efectes que se senten; també va escriure els curts Mouse Into Space i Landing Stripling.
El primer disc de Dockstader, Eight Electronic Pieces, va ser llançat el 1960, i més tard va ser utilitzat com a banda sonora de Fellini Satyricon (1969) de Federico Fellini. Va continuar creant música durant la primera meitat d'aquesta dècada, treballant principalment amb efectes de manipulació de cintes. El 1966, Owl Records va publicar quatre àlbums de la seva obra d'aquest període, incloent el que molts consideren l'obra mestra de Dockstader, Quatermass. Va aconseguir un modest reconeixement i un joc de ràdio al costat de Karlheinz Stockhausen, Edgard Varèse i John Cage.

## Discografia
- 1961 Eight Electronic Pieces (reeditat Folkways Records, 1968 i Locust Music, 2003)
- 1966 Luna Park, Traveling Music, Apocalypse (Owl Records)
- 1966 Drone, Two Fragments from Apocalypse, Water Music (Owl Records)
- 1966 Quatermass (Owl Records)
- 1966 Omniphony 1 (amb James Reichart) (Owl Records)
- 1979 Electronic Vol. 1 (Llibrería Boosey &amp; Hawkes)
- 1981 Electronic Vol. 2 (Llibrería Boosey & Hawkes)
- 1992 Water Music, Two Moons, Quatermass (Starkland)
- 1993 Apocalypse (Starkland)
- 2004 Pond (with David Lee Myers (Arcane Device)) (ReR Megacorp)
- 2005 Bijou (with David Lee Myers) (ReR Megacorp)
- 2005 Aerial #1 (Sub Rosa)
- 2005 Aerial #2 (Sub Rosa)
- 2005 Aerial #3 (Sub Rosa)
- 2016 From The Archives (Starkland)